# Callistola elegans
Espèce
Callistola elegans est une espèce de cassides de la tribu des Cryptonychini. On la trouve à l'ouest du Pacifique.